# Baslieux-lès-Fismes
Baslieux-lès-Fismes è un comune francese di 301 abitanti situato nel dipartimento della Marna nella regione del Grand Est.

## Società

### Evoluzione demografica
Abitanti censiti